# Enrique Rojas Montes
Enrique Rojas Montes   (Granada, 21 de febrer de 1949) és un metge psiquiatre granadí. Fill de psiquiatre, és catedràtic de Psiquiatria i Psicologia i director de l’Institut Espanyol d’Investigacions Psiquiàtriques de Madrid. Presideix la Fundació Rojas-Estapé, creada per a la salut mental de persones amb pocs recursos. Ha escrit llibres d'autoajuda, sobre felicitat, amor i depressió. Està casat amb l'economista i notària Isabel Estapé, amb qui te cinc fills. El 1999 va publicar «La ilusión de vivir». El 2017, quan havia escrit mes de 15 llibres i venut mes de tres milions d'exemplars, va publicar «5 consejos para potenciar la inteligencia», on van col·laborar les seves filles Isabel, psicòloga, i Marian Rojas Estapé, psiquiatre.